# Bielany (Kraków)

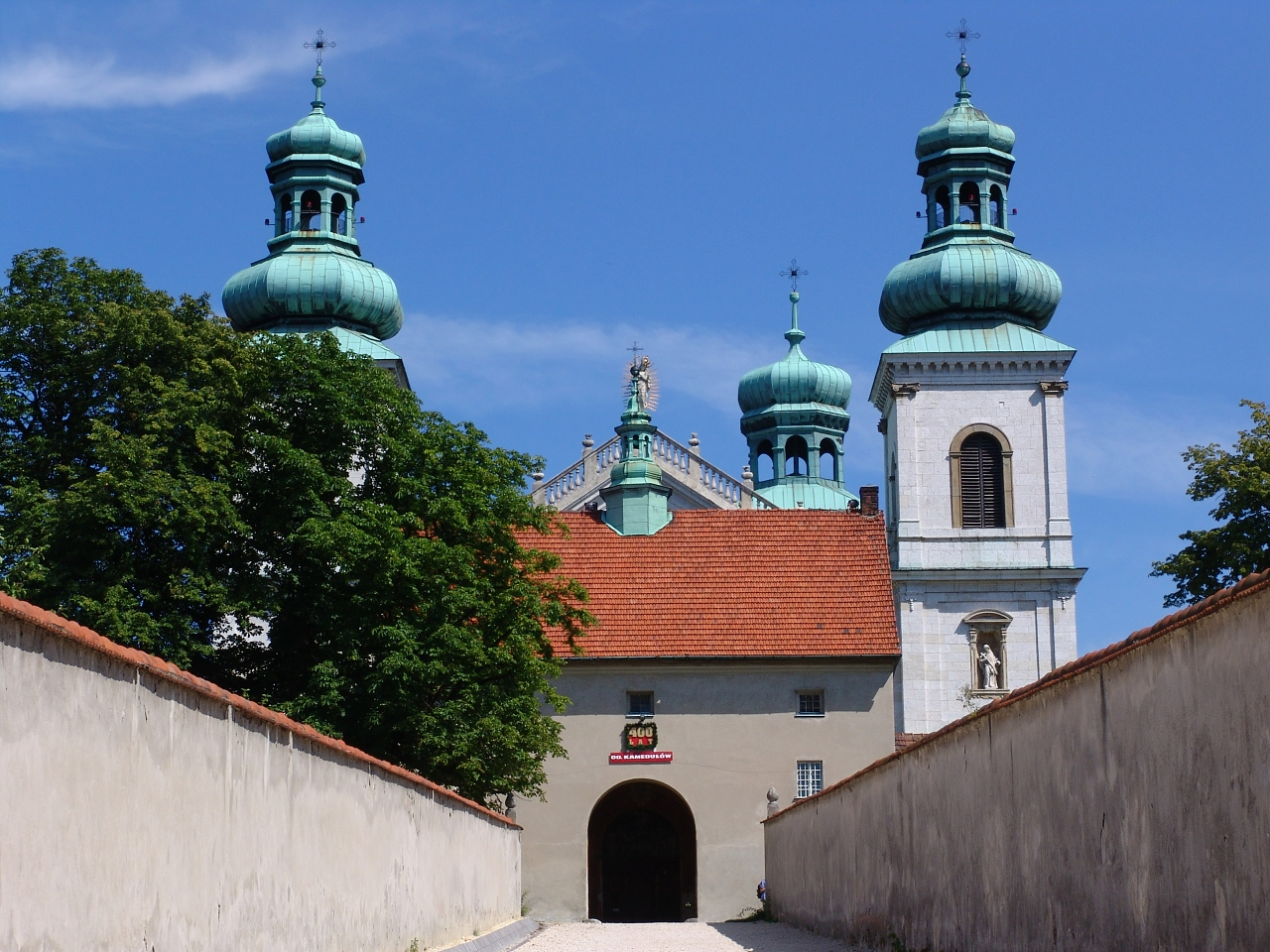
Klasztor Kamedułów na Bielanach

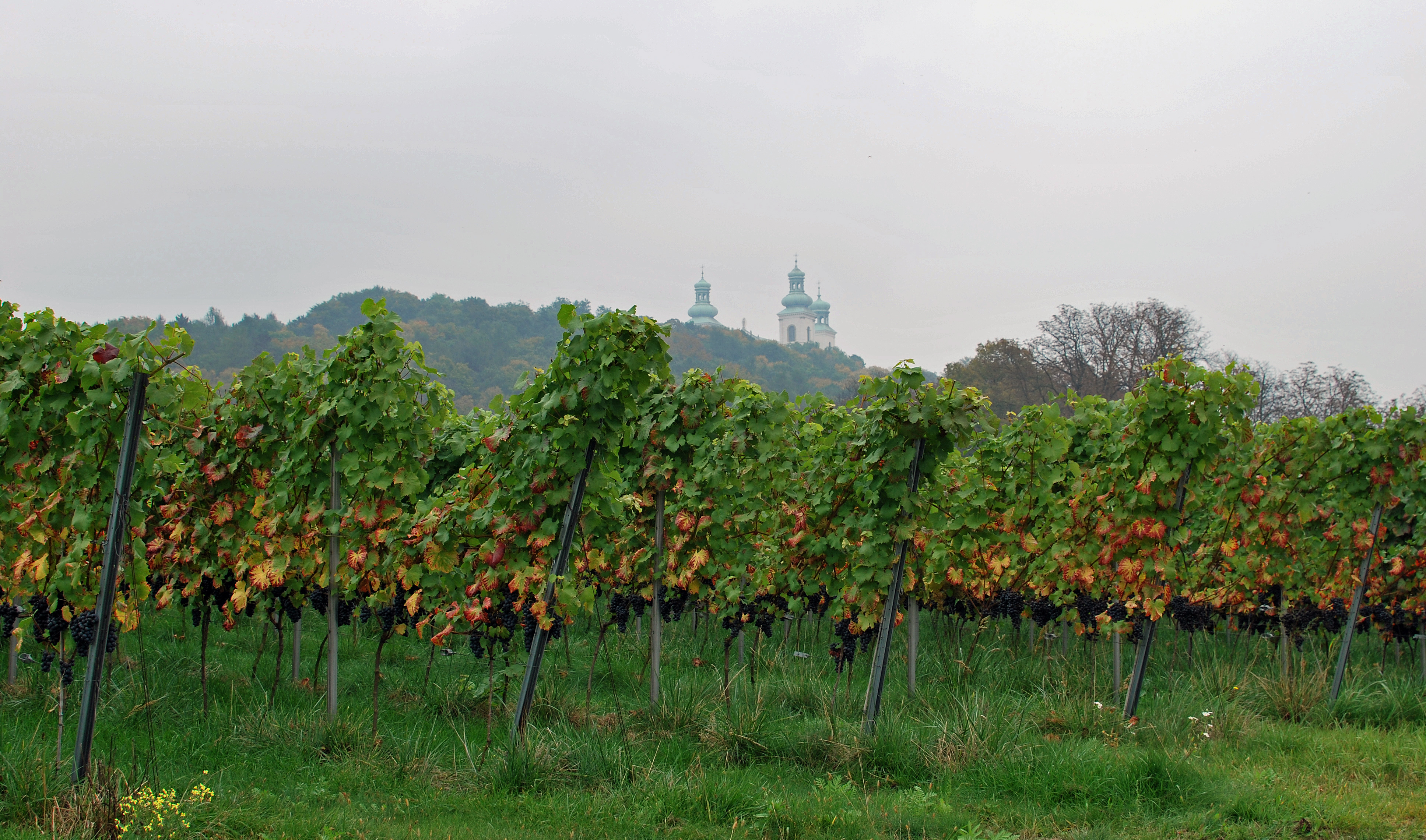
Winnica na Srebrnej Górze.

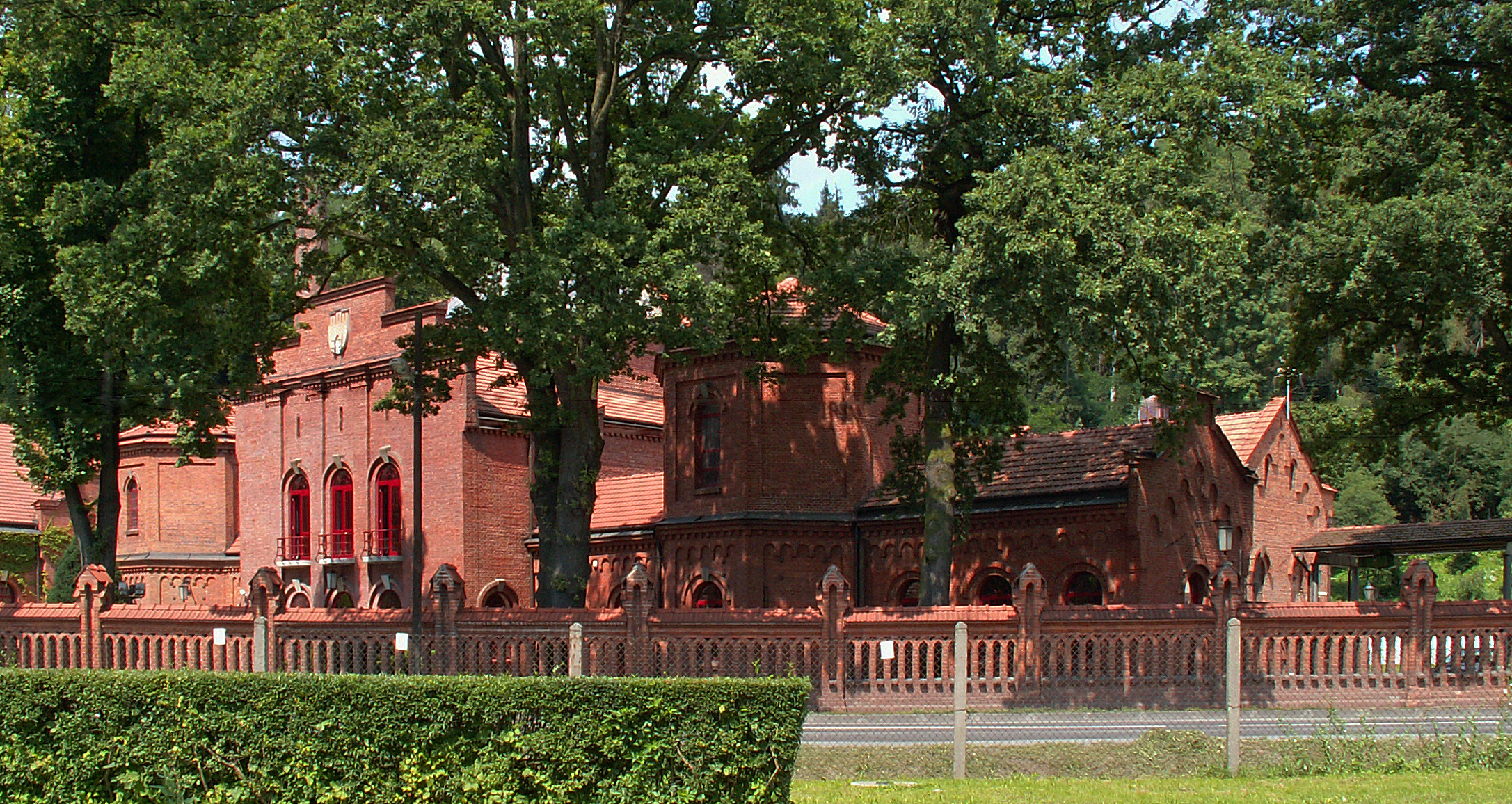
Wodociągi Miejskie
Zakład Uzdatniania Wody Bielany (1899 proj. Roman Kajetan Ingarden)
Kraków, ul. Księcia Józefa 299.

Bielany – obszar Krakowa wchodzący w skład Dzielnicy VII Zwierzyniec. Dawna wieś na lewym brzegu Wisły, na południowo-zachodnim skraju Lasku Wolskiego. Przyłączona do Krakowa w 1941 r. jako XXXII dzielnica katastralna. Od północy graniczy z Wolą Justowską, od wschodu z Przegorzałami, zaś od zachodu z leżącym poza Krakowem Kryspinowem. Południową granicą jest Wisła.

## Historia
- 40–10 tys. lat p.n.e. – osadnictwo z oryniackiego okresu górnego paleolitu.
- XII w. – wzmianki o wsi Bielany należącej do Piotra Włostowica i jego zięcia Jaksy Gryfity.
- 1595 – wieś położona w powiecie proszowickim województwa krakowskiego była własnością kasztelana małogoskiego Sebastiana Lubomirskiego[1].
- 1603–42 – budowa klasztoru kamedułów na Srebrnej Górze według projektu Andrei Spezzy i Giovanniego Seccatoriego. Fundatorem był marszałek wielki koronny Mikołaj Wolski.
- 1605–1609 – stworzenie w ogrodach klasztornych eremów.
- 1655 – zniszczenie klasztoru w czasie najazdu szwedzkiego.
- 1812 – odbudowa klasztoru
- 1901 – budowa wodociągów krakowskich, które otwarto 14 lutego 1901 roku. Pompy tłoczyły wodę pod ciśnieniem 6,3 atmosfer do zbiornika zbudowanego pod kopcem Tadeusza Kościuszki. Ze zbiornika położonego 49 m wyżej od Rynku i 28 m wyżej od Wawelu woda spływała do miasta rurą o średnicy 70 cm, która rozgałęziała się w sieć wodociągową o długości 66 kilometrów. Ustawa wodociągowa stanowiła, że od opłaty zwalnia się ilość wody na użytek domowy w wymiarze 50 litrów na głowę mieszkańca na dobę. Ustawa nakazywała też, aby połączenie domów z miejskim wodociągiem następowało najpóźniej w ciągu trzech lat od uruchomienia wodociągu na danej ulicy. Początkowo w osiemdziesięciotysięcznym Krakowie na jednego mieszkańca przypadał jeden litr wody wodociągowej na dobę. W związku z otwarciem wodociągów, prezydent Krakowa Józef Friedlein wystosował na ręce ochmistrza dworu cesarskiego w Wiedniu depeszę: W imieniu wiernopoddańczej gminy stołecznego królewskiego miasta Krakowa pozwalam sobie przedłożyć najuniżeńszą prośbę o łaskawe podanie do wiadomości Jego Cesarskiej i Królewskiej Apostolskiej Mości, że tutejszy wodociąg imienia Franciszka Józefa w dniu dzisiejszym uroczyście poświęcony i do ogólnego użytku oddany został.[2]

## Zabytki
- Klasztor Kamedułów – wczesnobarokowy klasztor oo. kamedułów i kościół pw. Wniebowzięcia Najświętszej Marii Panny
- Bateria Srebrna Góra Twierdzy Kraków
- Miejskie Przedsiębiorstwo Wodociągów i Kanalizacji – Zakład Uzdatniania Wody Bielany.

## Obiekty i instytucje
- Kościół Matki Bożej Nieustającej Pomocy
- Szkoła Podstawowa nr 48 im. Szarych Szeregów
- Stacja Doświadczalna Hodowli Owiec i Kóz Uniwersytetu Rolniczego
- Rezerwat przyrody Bielańskie Skałki

## Sport
- UKS Bakcyl Bielany. uksbakcyl.republika.pl. [zarchiwizowane z tego adresu (2011-10-22)].